# Terreur sur la lagune
Pour plus de détails, voir Fiche technique et Distribution.
Terreur sur la lagune (Solamente nero) est un giallo italien coécrit et réalisé par Antonio Bido, sorti en 1978.

## Synopsis
Une jeune fille est étranglée par un tueur en série dans un pré mais ce dernier ne laisse aucune trace. L'affaire est classée sans suite.
Des années plus tard, un jeune professeur de l'université de Rome, Stefano D'Archangelo, profite des vacances d'été pour rendre visite à son frère, Don Paolo, prêtre dans une paroisse proche de Venise, sur l'île de Murano. Dans le train, Stefano rencontre Sandra Sellani, une artiste peintre qui vit avec sa mère paralysée. Le soir même de son arrivée, une femme, réputée pour être médium, est étranglée en face du presbytère sous les yeux de Don Paolo. Dans la foulée, une vague d’assassinats terrorise la ville. Tous les participants aux séances de spiritisme dirigées par la médium sont éliminés un par un. 
Stefano découvre que toutes les victimes ont eu une vie immorale. Une fausse médium, une infirmière faiseuse d'anges, un vieil aristocrate aux penchants pédophiles,... La vision du cadavre de la médium provoque chez Stefano une série de flash-back lui renvoyant l'image d'un petit garçon effrayé se cachant derrière un buisson. Alors que Stefano et son frère tentent de démasquer le tueur avant qu'ils ne se fassent tuer à leur tour, cette série de meurtres semble être liée à la mort de l'adolescente, également étranglée, survenue 20 ans plus tôt...

## Fiche technique
- Titre original : Solamente nero[1]
- Titre français : Terreur sur la lagune[2]
- Réalisation et production : Antonio Bido
- Scénario : Marisa Andalò, Antonio Bido et Domenico Malan
- Montage : Amedeo Giomini
- Musique : Stelvio Cipriani et Goblin
- Photographie : Mario Vulpiani
- Société de production : P.A.C. Produzioni et Atlas Consorziate
- Société de distribution : Indipendenti Regionali
- Pays d'origine :  Italie
- Langue originale : italien
- Format : couleur
- Genre : Giallo
- Durée : 109 minutes
- Date de sortie :
  - Italie : 29 juillet 1978
  - France : 3 décembre 1980[2]

## Distribution
- Lino Capolicchio : Stefano D'Arcangelo
- Stefania Casini :  Sandra Sellani
- Craig Hill : Don Paolo
- Massimo Serato : comte Mariani
- Juliette Mayniel : Miss Nardi
- Laura Nucci : la belle-mère de Sandra
- Attilio Duse : Gaspare
- Gianfranco Bullo : le fils de Nardi
- Luigi Casellato : seigneur Andreani
- Alfredo Zammi : le commissaire de police
- Alina Simoni : la médium